# Saturn-Award-Verleihung 1982
Die 9. Saturn-Award-Verleihung fand am 27. Juli 1982 statt.
Erfolgreichste Produktion mit sieben Auszeichnungen wurde Jäger des verlorenen Schatzes.

## Nominierungen und Gewinner

### Film
| Kategorie                   | Preisträger        | Film                            | Nominierungen |
| --------------------------- | ------------------ | ------------------------------- | --- |
| Bester Science-Fiction-Film |                    | Superman II – Allein gegen alle | Die Klapperschlange Herzquietschen Heavy Metal Outland – Planet der Verdammten |
| Bester Horrorfilm           |                    | American Werewolf               | Tot & begraben Zurück bleibt die Angst Halloween II – Das Grauen kehrt zurück Wolfen |
| Bester Fantasyfilm          |                    | Jäger des verlorenen Schatzes   | Kampf der Titanen Der Drachentöter Excalibur Cap und Capper |
| Bester ausländischer Film   |                    | Am Anfang war das Feuer         | Julias unheimliche Wiederkehr Truck Driver Time Bandits Schrei der Verlorenen |
| Bester Low Budget-Film      |                    | Luzifer                         | Communion – Messe des Grauens Madman Mrs. Lynch The Unseen – Das unsichtbare Böse |
| Beste Regie                 | Steven Spielberg   | Jäger des verlorenen Schatzes   | John Carpenter für Die Klapperschlange John Boorman für Excalibur Terry Gilliam für Time Bandits Michael Wadleigh für Wolfen                                                                |
| Bestes Drehbuch             | Lawrence Kasdan    | Jäger des verlorenen Schatzes   | John Landis für American Werewolf Peter Hyams für Outland – Planet der Verdammten Terry Gilliam & Michael Palin für Time Bandits David Eyre & Michael Wadleigh für Wolfen                   |
| Beste Spezialeffekte        | Richard Edlund     | Jäger des verlorenen Schatzes   | Ray Harryhausen für Kampf der Titanen Brian Johnson & Dennis Muren für Der Drachentöter John Stears für Outland – Planet der Verdammten Jon Bunker für Time Bandits                         |
| Beste Musik                 | John Williams      | Jäger des verlorenen Schatzes   | Laurence Rosenthal für Kampf der Titanen Colin Towns für Julias unheimliche Wiederkehr Jerry Goldsmith für Outland – Planet der Verdammten Ken Thorne für Superman II – Allein gegen alle   |
| Bestes Kostüm               | Bob Ringwood       | Excalibur                       | Emma Porteous für Kampf der Titanen Anthony Mendleson für Der Drachentöter Stephen Loomis für Die Klapperschlange Deborah Nadoolman für Jäger des verlorenen Schatzes                       |
| Bestes Make-Up              | Rick Baker         | American Werewolf               | Stan Winston für Tot & begraben Ken Chase für Die Klapperschlange Basil Newall & Anna Dryhurst für Excalibur Stan Winston für Herzquietschen                                                |
| Bester Hauptdarsteller      | Harrison Ford      | Jäger des verlorenen Schatzes   | Donald Pleasence für Halloween II – Das Grauen kehrt zurück Sean Connery für Outland – Planet der Verdammten Christopher Reeve für Superman II – Allein gegen alle Albert Finney für Wolfen |
| Beste Hauptdarstellerin     | Karen Allen        | Jäger des verlorenen Schatzes   | Jenny Agutter für American Werewolf Lily Tomlin für Die unglaubliche Geschichte der Mrs. K. Angela Lansbury für Mord im Spiegel Margot Kidder für Superman II – Allein gegen alle           |
| Bester Nebendarsteller      | Burgess Meredith   | Kampf der Titanen               | Ralph Richardson für Der Drachentöter Nicol Williamson für Excalibur Paul Freeman für Jäger des verlorenen Schatzes Craig Warnock für Time Bandits                                          |
| Beste Nebendarstellerin     | Frances Sternhagen | Outland – Planet der Verdammten | Maggie Smith für Kampf der Titanen Helen Mirren für Excalibur Viveca Lindfors für Die Hand Kyle Richards für Schrei der Verlorenen                                                          |

### Ehrenpreise
| Kategorie                   | Preisträger                                  | Film                    | Nominierungen |
| --------------------------- | -------------------------------------------- | ----------------------- | ------------- |
| Golden Scroll Of Merit      | Bo Svenson (für außergewöhnliche Mitwirkung) | Mrs. Lynch              |               |
| Outstanding Film Award      |                                              | Am Anfang war das Feuer |               |
| Life Career Award           | Ray Harryhausen                              |                         |               |
| President’s Award           |                                              | Time Bandits            |               |
| Executive Achievement Award | Hans J. Salter                               |                         |               |
| Service Award               | Gary Sakharoff                               |                         |               |